# Luis Crespí Jaume
Luis Crespí Jaume (Madrid, 1889-Madrid, 30 de noviembre de 1963) fue un botánico español, intelectual que investigó y enseñó durante el primer tercio del siglo XX en los campos de la botánica agrícola, la fisiología vegetal, la ecología, la liquenología y el folklore, ejerciendo diversas responsabilidades durante la llamada Edad de Plata de la ciencia española.

## Biografía
Era hijo de Antonio Crespí Mas, farmacéutico de Sóller (Mallorca) y botánico, a quien Juan Joaquín Rodríguez y Femenías dedicó la especie Galium crespianum, que habían recolectado juntos en el Puig Major de Son Torrella. El ambiente familiar, en Pontevedra, donde el padre era catedrático de Agricultura en el Instituto General y Técnico provincial, favoreció que tanto Luis Crespí como sus cuatro hermanos se dedicaran a profesiones técnicas y científicas. Luis Crespí Jaume estudió Ciencias Naturales en Santiago de Compostela, y amplió sus estudios como becario y ayudante en el Museo Nacional de Ciencias Naturales.
En 1916 se convirtió por oposición en catedrático de Agricultura de instituto. En el curso 1917-1918 fue pensionado por la JAE (Junta de Ampliación de Estudios) para estudiar en Toulouse Fisiología Vegetal y Patología Agrícola. Cuando en 1918 la JAE creó el Instituto Escuela, fue nombrado para ocupar la cátedra de Agricultura, primero provisionalmente y, a partir de 1930, de manera definitiva; allí practicó la docencia hasta que en 1936 la guerra interrumpió su actividad, ejerciendo en diversos momentos como director. Luis Crespí tomó parte activa, a través de la materia de Agricultura, que impartía, en la renovación metodólogica de la enseñanza, que el Instituto Escuela tenía como misión. Desde 1936 y hasta 1939 realizó su trabajo docente en los institutos de Segunda Enseñanza Pérez Galdós y San Isidro. En 1933 fue nombrado secretario de la Junta de Sustitución de la Segunda Enseñanza de las Congregaciones Religiosas.
En 1924 obtuvo, por iniciativa de Romualdo González Fragoso, un nuevo pensionado de la JAE, para estudiar y practicar la liquenología con Gonçalo Sampaio; con éste mantuvo desde entonces una activa correspondencia, y en 1929 publicaron juntos los resultados de su estudio de los líquenes de Pontevedra en el Boletín de la Real Sociedad Española de Historia Natural, institución de la que fue presidente entre 1936 y 1938. En el campo de la Micología Luis Crespí fue discípulo de Blas Lázaro Ibiza y colaboró señaladamente con González Fragoso, Luis M. Unamuno y Emilio Guinea. En 1933 la JAE nombró a Luis Crespí jefe del recién creado Laboratorio de Ecología del Museo Nacional de Ciencias Naturales.
Luis Crespí actuó repetidamente como anfitrión de notables científicos de la época, como Lewis Knudson, en 1920, y Nikolái Vavílov, en 1927. Con este último realizó viajes de recolección por Galicia y Asturias. La JAE había encomendado a Luis Crespí dirigir las Misiones Culturales de Galicia, y éste incorporó a Vavilov, Sampaio y otros naturalistas a una expedición a las sierras de Los Ancares, Queija e Invernadeiro. Crespí desarrolló una buena relación personal con Vavilov, al que dedicó su trabajo Contribuciones al folklore gallego (1929), y recibió a su vez de éste repetidos elogios en su Expedición por España (1939).
Luis Crespí estaba afiliado a Izquierda Republicana, el partido de Manuel Azaña. Tras el triunfo del Alzamiento Nacional, fue inhabilitado
, sobreviviendo como empleado de unos laboratorios farmacéuticos, hasta que en 1954, cuando Joaquín Ruiz Giménez era director general de Enseñanzas Medias, fue restituido a la enseñanza, la cual ejerció hasta su jubilación en el Instituto San Isidro.

## Honores

### Epónimos
Las siguientes especies tienen a Luis Crespí por epónimo:
- Puccinia crespiana, por Luis M. Unamuno, en 1935.
- Aspicilia crespiana en 1999 por Víctor Jiménez Rico, un liquen común en España Central y Cerdeña, que había sido recolectado por Luis Crespí en los años 1920.[6]